# Alpi delle Grandes Rousses e delle Aiguilles d'Arves
Le Alpi delle Grandes Rousses e delle Aiguilles d'Arves sono una sottosezione delle Alpi del Delfinato. La vetta più alta è l'Aiguilles d'Arves che raggiunge i 3.514 m s.l.m.. Si trovano nei dipartimenti francesi della Savoia, Isère ed Alte Alpi.

## Delimitazione
Confinano:
- a nord-est con le Alpi della Vanoise e del Grand Arc (nelle Alpi Graie) e separate dal fiume Arc;
- ad est con le Alpi del Moncenisio (nelle Alpi Cozie) e separate dal Colle del Galibier;
- a sud con il Massiccio des Écrins (nella stessa sezione alpina) e separate dal fiume Romanche e dal Colle del Lautaret;
- ad ovest con il Massiccio del Taillefer (nella stessa sezione alpina) e separate dal fiume Romanche;
- a nord-ovest con la Catena di Belledonne (nella stessa sezione alpina) e separate dal Colle del Glandon.

Ruotando in senso orario i limiti geografici sono: Colle del Galibier, Colle del Lautaret, fiume Romanche, torrente Eau d'Olle, Colle del Glandon, torrente Glandon, fiume Arc, torrente Valloirette, Colle del Galibier.

## Suddivisione
Secondo la SOIUSA le Alpi delle Grandes Rousses e delle Aiguilles d'Arves sono una sottosezione alpina con la seguente classificazione:
- Grande parte = Alpi Occidentali
- Grande settore = Alpi Sud-occidentali
- Sezione = Alpi del Delfinato
- Sottosezione = Alpi delle Grandes Rousses e delle Aiguilles d'Arves
- Codice = I/A-5.I

Si suddividono, in accordo con le definizioni della SOIUSA, in due supergruppi e quattro gruppi e sette sottogruppi:
- Catena Aiguilles d'Arves-Mas de la Grave (A)
  - Massiccio delle Aiguilles d'Arves (A.1)
    - Gruppo delle Aiguilles d'Arves (A.1.a)
    - Gruppo Pierre Fendue-Gros Grenier-Grande Chible (A.1.b)
    - Gruppo Saussaz-Goléon (A.1.c)

  - Massiccio Mas de la Grave-Torches (A.2)
    - Gruppo dei Torches (A.2.a)
    - Gruppo del Mas de la Grave (A.2.b)
- Catena dei Grandes Rousses (B)
  - Massiccio dei Grande Rousses (B.3)
    - Gruppo del Pic de l'Etendard (B.3.a)
      - Cresta Etendard-Sauvage-Cochette (B.3.a/a)
      - Cresta Aiguillettes-Rissiou (B.3.a/b)

    - Gruppo del Pic Bayle (B.3.b)
      - Cresta Bayle-Savoyat-Lac Blanc (B.3.b/a)
      - Cresta del Dôme des Petites Rousses (B.3.b/b)

  - Gruppo dell'Ouillon (B.4)[3].

I due supergruppi sono divisi dal Col des Près Nouveaux (2.292 m).